# Prezident Irska
Prezident Irska (irsky: Uachtarán na hÉireann) je hlavou státu Irska. Prezident je volen v přímých volbách občany alternativním hlasováním na sedmileté období a může být zvolen na maximální dvě období. Prezident má spíše ceremoniální funkci, která byla s tímto postem, ustanovena roku 1937.